# Železniška proga Grosuplje–Kočevje
Železniška proga Grosuplje–Kočevje je ena železniških prog, ki sestavljajo železniško omrežje v Sloveniji.
Začetna železniška postaja je Grosuplje, medtem ko je končna Kočevje.
Nadmorska višine najvišje točke (med Velikimi Laščami in Ortnekom) znaša 581 m, kar je le nekaj metrov nižje od nadmorske višine postojnske postaje, ki velja za najvišje ležečo postajo na slovenskem železniškem omrežju. (Najvišja točka na omrežju slovenske železniške infrastrukture, izvzemši Karavanški predor in odsek tik pred njim, je sicer dobra 602 m nekaj kilometrov pred Postojno.)

## Zgodovina
Prvotne ideje za progo do Kočevja so obsegali načrte tras iz Vrčic nad Semičem čez Kočevski Rog ter z Rakeka. Dokončna trasa, ki je bila sprejeta zaradi pomembnejših krajev ob njej (Velike Lašče, Ribnica), je bila določena 15. julija 1887. Progo so pričeli graditi 22. maja 1892 v Velikih Laščah. Slavnostno odprtje je bilo 27. septembra 1893, prvi vlak pa je po progi peljal že 24. julija 1893. Gradnjo je ovirala zelo huda zima 1891/92. Progo so zgradili predvsem za potrebe rudnika v Kočevju in gozdarske dejavnosti. 
Po progi je bilo v najboljših letih prepeljano 170.000 ton premoga ter 134.000 ton lesa. Vzporedno je po progi potekal tudi potniški promet. 
Potniški promet na progi je pričel naglo upadati po prenovi ceste Škofljica–Kočevje. Med letoma 1958 in 1966 je upadel za 66 %. Zato so potniški vlaki od 1. julija 1968 dalje vozili le do Velikih Lašč (pozneje le še do Dobrepolja), po letu 1970 pa so na vsej trasi ukinili potniške vlake. V času naftne krize leta 1983 se je razmišljalo o ponovni uvedbi potniškega prometa, vendar do uresničitve zamisli ni prišlo.
Leta 2008 se je začela obnova železniške proge, najprej do skladišč državnih blagovnih zalog v Ortneku, nato do Ribnice ter konec leta 2018 do Kočevja. Obnova je vključevala tudi uvedbo daljinskega vodenja prometa na celotnem odseku iz centra na postaji Dobrepolje.
Prvi tovorni vlak je po obnovljeni progi do Kočevja pripeljal 12. aprila 2019. Ponovna uvedba potniških vlakov je bila sprva načrtovana za zadnje četrtletje leta 2020, zaradi ustavitve potniškega prometa v okviru protikoronskih ukrepov pa je prvi redni potniški vlak v Kočevje pripeljal 3. januarja 2021.

### Vozni park kočevske proge
- kkStb 56 in kkStb 59 (JDŽ 127) – 1893 (parne lokomotive)
- kkStb 129 in kkStb 229 (JDŽ 116) – začetek 20. stoletja
- JDŽ 17 (MAV 342) in JDŽ 22 (MAV 324) – med obema vojnama
- JDŽ 23 in JDŽ 25 (BBO 270) – med obema vojnama
- JDŽ 20 (SHS 6813) – med obema vojnama
- JDŽ 25
- JŽ 812/818 (Šinobus, Goša) – po drugi svetovni vojni (dizelski šinobus)
- JŽ 644 - po letu 1965 (dizelske lokomotive)
- SŽ 664 - po letu 2008 (dizelske lokomotive)
- SŽ 610/615 - od leta 2021 (dizelska potniška garnitura)